# Barum (Landkreis Uelzen)
Barum ist eine Gemeinde in der Lüneburger Heide im Landkreis Uelzen, Niedersachsen (Deutschland). Barum gehört zur Samtgemeinde Bevensen-Ebstorf und hat rund 800 Einwohner.

## Geografie

### Lage
Barum liegt im Norden des Landkreises Uelzen etwa fünf Kilometer südwestlich von Bad Bevensen. Die Kreisstadt Uelzen ist Nachbarkommune und grenzt südlich an das Gemeindegebiet. Die Hansestadt Lüneburg befindet sich etwa 23 km in leicht nordwestlicher Richtung entfernt. Durch den Hauptort fließt der Barumer Mühlbach.

### Gemeindegliederung
Die Gemeinde besteht aus den Ortsteilen Barum und Tätendorf-Eppensen mit dem Gut Hoystorf.

### Nachbargemeinden
Die Gemeinde ist, im Norden beginnend, im Uhrzeigersinn von den folgenden Gemeinden umgeben: Bad Bevensen, Emmendorf, Uelzen, Ebstorf und Natendorf.

## Eingemeindungen
Am 1. Juli 1972 wurde die Gemeinde Tätendorf-Eppensen eingegliedert.

## Religion
- Die Evangelisch-lutherische St.-Georgs-Kirchengemeinde in Barum wurde am 1. Juni 2012 mit der Evangelisch-lutherischen Kirchengemeinde Natendorf zur Evangelisch-lutherischen Kirchengemeinde Barum-Natendorf in Barum vereinigt.[3]
- Die katholischen Gläubigen gehören der St.-Josephs-Gemeinde in Bad Bevensen an.

## Politik

### Gemeinderat
Der Rat der Gemeinde Barum setzt sich aus neun Mitgliedern zusammen. Die Ratsmitglieder werden durch eine Kommunalwahl für jeweils fünf Jahre gewählt.
Bei der Kommunalwahl 2021 ergab sich folgende Sitzverteilung:
- Wählergemeinschaft Barum (WGB): 8 Sitze
- Einzelbewerber Carl Christian Koehler: 1 Sitz

Vorherige Sitzverteilungen:
| Partei/Liste | 2016 | 2011 |
| ------------ | ---- | ---- |
| WGB          | 9    | 9    |

### Bürgermeister/Verwaltung
Bürgermeister ist seit November 2021 Arne Lehmann von der Wählergemeinschaft Barum. Von 2011 bis November 2021 war Hermann Kalinowski (WG) Bürgermeister, welcher in seiner 2. Wahlperiode ab November 2016 auch die Aufgaben des Gemeindedirektors wahrgenommen hat. Das Gemeindebüro befindet sich im Bäckergang 3.

### Öffentliche Einrichtungen
- In der Gemeinde Barum befinden sich zwei Ortswehren der Freiwilligen Feuerwehr Bevensen-Ebstorf[7]. Die Feuerwehr Barum besteht bereits seit dem Jahr 1888 in Form einer Freiwilligen Feuerwehr.[8] Die Ortswehr Tätendorf-Eppensen wurde 1902 als Pflichtfeuerwehr gegründet. 1934 wurde aus der Feuerwehr eine Freiwillige Feuerwehr.[9] Die Feuerwehren sorgen für den Brandschutz und die allgemeine Hilfe insbesondere auf Ortsebene.
- Für die vorschulische Erziehung ist ein Kindergarten vorhanden.
- Für sportliche Aktivitäten kann eine Sporthalle genutzt werden.

## Vereine
- MTV Barum von 1925 e. V. mit den Sparten Fußball, Leichtathletik, Walken, Badminton, Kinder- und Breitensport sowie Line Dance und Zumba
- Kyffhäuser Kameradschaft Barum
- DRK-Ortsverein Barum-Natendorf
- Tierpfotenhilfe e. V.[10]
- Wir für Barum e. V.

## Bau- und Bodendenkmäler

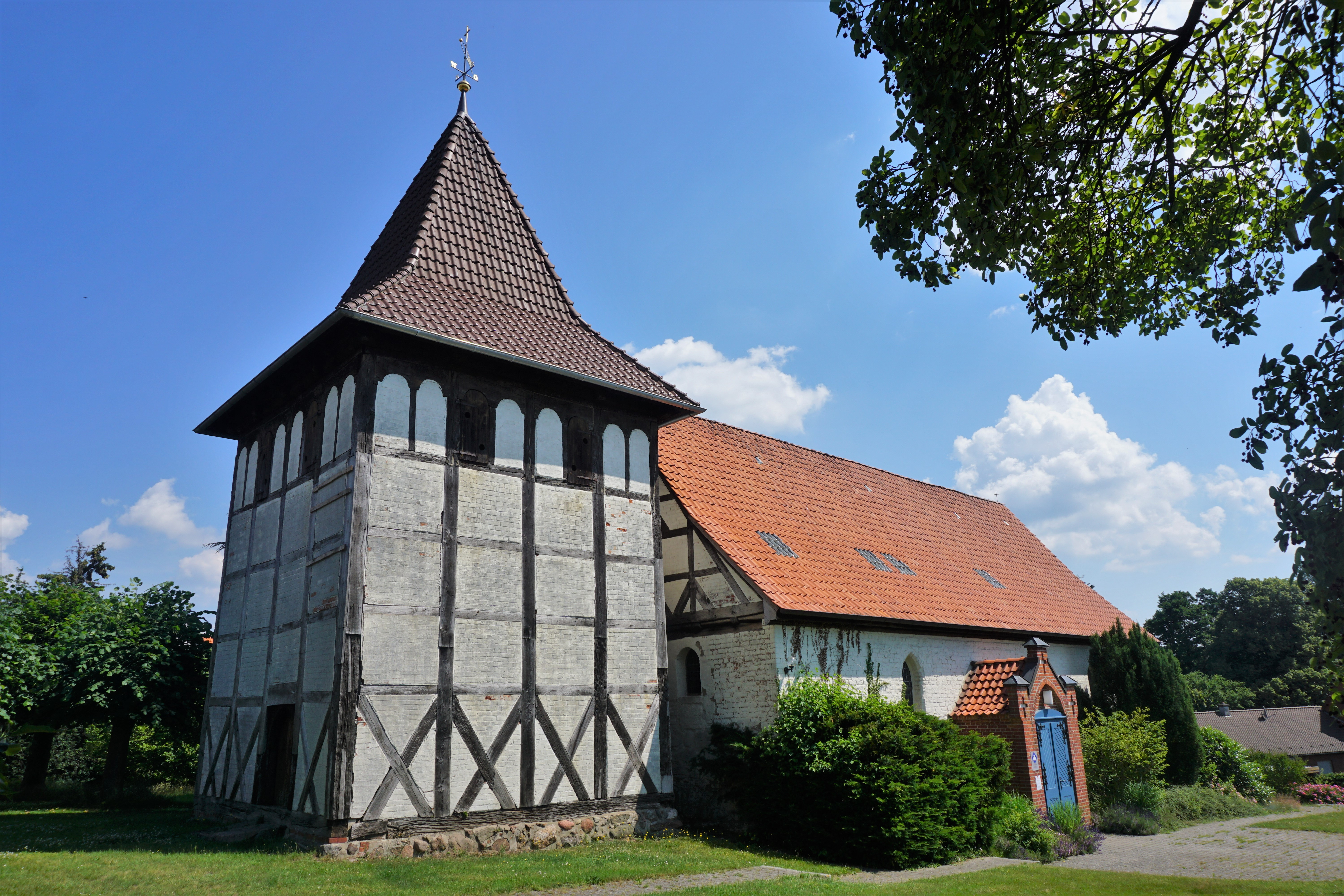
St.-Georgs-Kirche in Barum

- Die St.-Georgs-Kirche in Barum wurde im 13. oder 14. Jahrhundert errichtet. Das Bauwerk besteht aus einem gotischen Kirchenschiff und einem freistehenden Westturm aus dem 17. Jahrhundert, der in Fachwerkbauweise errichtet wurde. Die Kirche enthält einen bemerkenswerten frühbarocken Altaraufsatz aus dem 17. Jahrhundert.

## Wirtschaft und Infrastruktur

### Bildung
Im Ort befindet sich ein Kindergarten, die DRK-Kindertagesstätte Barum. Sie besitzt Plätze für 25 Kinder und existiert in dieser Form seit 1993, als der vormalige Spielkreis in einen Kindergarten umgewandelt wurde. Barum gehört weiterhin zum Schulbezirk für die Waldschule Bad Bevensen, so dass Barumer Kinder diese Grundschule besuchen.

### Verkehr
Durch das Gemeindegebiet verläuft die Bundesstraße 4, welche die beiden Städte Uelzen und Lüneburg miteinander verbindet. Nächstgelegener Bahnhof ist der Bahnhof in Bad Bevensen, von dem eine Nahverkehrsanbindung nach Hamburg, Hannover und Uelzen besteht.